# Daniel Han
Daniel Han (ur. 19 listopada 1934 w Rukałach, zm. 25 czerwca 1992) – polski działacz partyjny i państwowy, nauczyciel oraz inżynier mechanik, w latach 1975–1981 prezydent Chełma, w latach 1987–1990 wicewojewoda chełmski.

## Życiorys
Syn Józefa i Marianny. W 1959 ukończył studia mechaniczne na Politechnice Warszawskiej, uczył się też w Wieczorowym Uniwersytecie Marksizmu-Leninizmu. W 1955 wstąpił do Polskiej Zjednoczonej Partii Robotniczej. W latach 1966–1975 był dyrektorem Technikum Mechanicznego w Chełmie. W 1975 został członkiem egzekutywy Komitetu Miejskiego PZPR w Chełmie, w tym samym roku objął stanowisko prezydenta miasta. W latach 1981–1987 zajmował stanowisko wojewódzkiego kuratora oświaty i wychowania, a od 1987 do 1990 pełnił funkcję wicewojewody chełmskiego. W 1989 był przewodniczącym Zespołu Roboczego ds. Wyborów w Chełmie.
Pochowany na cmentarzu komunalnym w Chełmie (Z/9/1/1).